# Sandra Bern
Sandra Bern (* 6. November 1980 in Wien) ist eine österreichische Sängerin und Schauspielerin.

## Leben

### Ausbildung
Geboren und aufgewachsen in Wien studierte Sandra Bern vorerst an der Pädagogischen Akademie. Während des Studiums nahm sie weiter Gesangsunterricht und nahm zusätzlich Schauspiel- und Tanzstunden.
2003 begann sie ein Studium im Bereich musikalisches Unterhaltungstheater, das sie 2007 mit der Paritätischen Bühnen-Reifeprüfung abschloss.

### Karriere
Seit dem Ende ihres Studiums arbeitet Sandra Bern in allen drei Sparten (Tanz, Gesang und Schauspiel) im gesamten deutschen Sprachraum. Sie stand sowohl in Boulevardkomödien wie (Die Chinesen kommen) als auch in Klassikern, beispielsweise Clavigo von J.W. Goethe oder  Don Carlos von F.Schiller auf der Bühne. Sie singt Musical (Peter Pan) ebenso wie Opern (Die Zauberflöte, Die Entführung aus dem Serail und Carmen).
Ihre besondere Liebe gilt auch der alten Wiener Musik und Wiener Chansons.
Besonders viel Aufmerksamkeit legt Sandra Bern in die musikalische Förderung von Kindern und Jugendlichen. Daher singt sie nicht nur gerne in Operninszenierungen für Kinder, sondern leitet auch diverse Musikprojekte mit Kindern.

### Familie
Seit August 2008 ist Sandra Bern verheiratet, im Februar 2011, Dezember 2012 und Februar 2015 wurden ihre Töchter  geboren. Ihren Hauptwohnsitz hat sie in Wien.